# لوري ليفلي
لوري ليفلي (بالإنجليزية: Lori Lively)‏ هي ممثلة أمريكية، ولدت في 1966.

## أعمال

### مسلسلات
- رجلان ونصف

## وصلات خارجية
- لوري ليفلي على موقع IMDb (الإنجليزية)
- لوري ليفلي على موقع ألو سيني (الفرنسية)
- لوري ليفلي على موقع أول موفي (الإنجليزية)
- لوري ليفلي على موقع قاعدة بيانات الفيلم (الإنجليزية)
- لوري ليفلي على موقع كينوبويسك (الروسية)